# Basaltmagerrasen und Alter Stein bei Gundhelm
Basaltmagerrasen und Alter Stein bei Gundhelm este o arie protejată (arie specială de conservare — SAC, sit de importanță comunitară — SCI) din Germania întinsă pe o suprafață de 6,81 ha, integral pe uscat.

## Localizare
Centrul sitului Basaltmagerrasen und Alter Stein bei Gundhelm este situat la coordonatele 50°21′58″N 9°39′22″E / 50.3661°N 9.6561°E.

## Înființare
Situl Basaltmagerrasen und Alter Stein bei Gundhelm a fost declarat sit de importanță comunitară în noiembrie 2004 pentru a proteja un număr necunoscut de specii din flora spontană și fauna sălbatică aflate în arealul zonei. Situl a fost protejat și ca arie specială de conservare în martie 2008.

## Biodiversitate
Situată în ecoregiunea continentală, aria protejată conține 2 habitate naturale: Pajiști uscate seminaturale și facies de acoperire cu tufișuri pe substraturi calcaroase (Festuco-Brometalia) (* situri importante pentru orhidee), Formațiuni ierboase bogate în specii de Nardus, dezvoltate pe substraturi silicioase în zone montane (și în zone submontane, în Europa continentală).
La baza desemnării sitului se află un număr nedeclarat de specii protejate.